# Jan Lipke
Jan Lipke (* 24. Juli 1983 in Hamburg) ist ein ehemaliger deutscher Basketballspieler. 
Er bestritt 224 Spiele in der Basketball-Bundesliga. Nachdem Lipke neben einer Auslandsstation in Belgien knapp zehn Jahre für die Erstligisten aus Phantoms Braunschweig und Eisbären Bremerhaven gespielt hatte, musste Lipke 2013 nach Kniebeschwerden seine Karriere nach zwei Jahren in der 2. Basketball-Bundesliga beenden. 2014 kehrte er zu den Eisbären zurück und wurde Nachwuchstrainer der Mannschaft in der Nachwuchs-Basketball-Bundesliga (NBBL).

## Karriere
Lipke spielte als Jugendlicher bei der BG Rotenburg/Scheeßel. Er kam zur Saison 2001/02 vom Oldenburger TB, für den er nach dem Wiederaufstieg seine ersten vier Einsätze in der höchsten deutschen Spielklasse der Herren gehabt hatte, zum Erstliga-Konkurrenten aus Braunschweig, der in der Vorsaison nur knapp einer Insolvenz entgangen war. Hier spielte er neben dem Erstliga-Kader zunächst vornehmlich für die Reservemannschaft beim Stammverein SG Braunschweig in der 2. Basketball-Bundesliga, aber kam mittels Doppellizenz auch zu Einsätzen in der höchsten deutschen Spielklasse. In der Bundesliga-Saison 2002/03 erreichte der Braunschweiger Erstligist als TXU Energie bereits wieder den dritten Hauptrundenplatz, schied aber in der ersten Play-off-Runde um die Meisterschaft gegen Titelverteidiger Alba Berlin aus. Nachdem Lipke in der Bundesliga-Runde 2003/04 nur noch neun Kurzeinsätze in der höchsten Spielklasse hatte, wurde er in der Saison 2004/05 auch wieder regelmäßig in der Erstligamannschaft, die jedoch zum zweiten Mal in Folge die Play-offs verpasste, eingesetzt und konnte seine Einsatzzeit auf über zehn Minuten pro Spiel erhöhen. In der Bundesliga-Saison 2005/06 gehörte Lipke dann mit durchschnittlich über 20 Minuten Einsatzzeit und knapp neun Punkten pro Spiel zwar zu den Leistungsträgern der Mannschaft, doch diese belegte mit nur sieben Saisonsiegen den letzten Tabellenplatz. Zwar verhinderten die Braunschweiger nach Aufstockung der Liga den Abstieg, doch Lipke wechselte ins Ausland und spielte eine Saison im belgischen Löwen für die Spotter Baskets in der Ethias League, die in der geschlossenen Liga jedoch ebenfalls nur auf den letzten Tabellenplatz kamen.
Zur Bundesliga-Saison 2007/08 kehrte Lipke nach Deutschland zurück und spielte für die Eisbären Bremerhaven. Mit den Eisbären scheiterte er als Tabellenachter in der ersten Play-off-Runde am späteren Meister Alba Berlin. In der folgenden Saison konnte Lipke seine Spielanteile steigern und war mit acht Punkten pro Spiel in gut 15 Minuten Einsatzzeit wieder ähnlich effektiv wie drei Jahre zuvor in Braunschweig, doch seine Mannschaft belegte am Ende erneut den letzten Tabellenplatz. Dank einer Wildcard konnten die Eisbären jedoch in der höchsten Spielklasse. In den folgenden beiden Spielzeiten verringerten sich Lipkes Spielanteile wieder auf unter zehn Minuten Einsatzzeit pro Spiel, doch die Eisbären schafften wieder zweimal den Sprung in die Play-offs um die Meisterschaft der besten acht Mannschaften. 2010 verpasste man in der Halbfinalserie gegen die Skyliners Frankfurt im entscheidenden fünften Spiel nur knapp den Einzug in die Finalserie. Der Vertrag Lipkes, der sich Ende März 2011 einen Riss des Syndesmoseband zugezogen hatte, wurde nicht mehr verlängert und er wechselte erstmals in den Süden Deutschlands und spielte schließlich ab Dezember 2011 für den abstiegsbedrohten Zweitligaaufsteiger BG Leitershofen/Stadtbergen in der ProA, in der bereits sein drei Jahre jüngerer Bruder Tom Lipke fünf Spielzeiten verbracht hatte. Trotz einer Leistungssteigerung der Kangaroos wurde der Klassenerhalt knapp verpasst und Lipke wechselte für die folgende Saison zum ProA-Aufsteiger Oettinger Rockets Gotha, mit dem er in der ProA-Spielzeit 2012/13 den Klassenerhalt knapp erreichte. Nach 13 Einsätzen in der ProA-Runde 2013/14 erlitt Lipke kurz vor Weihnachten 2013 eine schwere Knieverletzung, die nicht nur das Saisonende, sondern letztlich auch das Karriereende bedeutete, da Lipke auf eine Rückkehr als Spieler verzichtete.
Nach dem Ende seiner Spielerlaufbahn kehrte Lipke 2014 zu den Eisbären Bremerhaven zurück und war bis 2016 Trainer der U19-Mannschaft in der Nachwuchs-Basketball-Bundesliga (NBBL). Anschließend übernahm er in Bremerhavens Jugendarbeit andere Aufgaben. Zu Beginn des Jahres 2017 trat Lipke eine Stelle bei einem in Geestland ansässigen Unternehmen für Bowlingbedarf an, im Basketball wurde er zusätzlich als Jugendtrainer beim TSV Sievern tätig.